# Pincio
Pour les articles homonymes, voir Pincio (homonymie).
 (décembre 2024).
Si vous disposez d'ouvrages ou d'articles de référence ou si vous connaissez des sites web de qualité traitant du thème abordé ici, merci de compléter l'article en donnant les références utiles à sa vérifiabilité et en les liant à la section « Notes et références ».

Le Pincio, du latin Mons Pincius, est une colline de Rome, au nord du Quirinal, et dominant le Champ de Mars, aujourd'hui située dans le rione Campo Marzio. Située hors du pomœrium de la Rome antique, elle ne fait pas partie des sept collines de Rome, mais fut incluse à l'intérieur du mur d'Aurélien construit entre 270 et 273.
À la fin de l'époque républicaine antique, plusieurs familles importantes y eurent des villas et des jardins (appelés en latin horti), dont les Horti Lucullani (créés par Lucullus), les Horti Sallustiani (possession de Salluste), les Horti Pompeiani (nl), et les Horti Aciliorum, ce qui explique le surnom antique de Collis Hortorum, la « colline des jardins ». Son nom moderne dérive du nomen d'une des familles qui l'occupèrent au IVe siècle av. J.-C., les Pincii.
Plusieurs villas et jardins occupent toujours le site actuellement, dont la Casina Valadier. 
La Piazza Napoleone, au sommet de la colline, offre une vue plongeante sur la Piazza del Popolo, à laquelle elle est reliée par des escaliers, et un panorama sur la ville entière.
Le parc de la Villa Borghese est directement adjacent. 

## Galerie

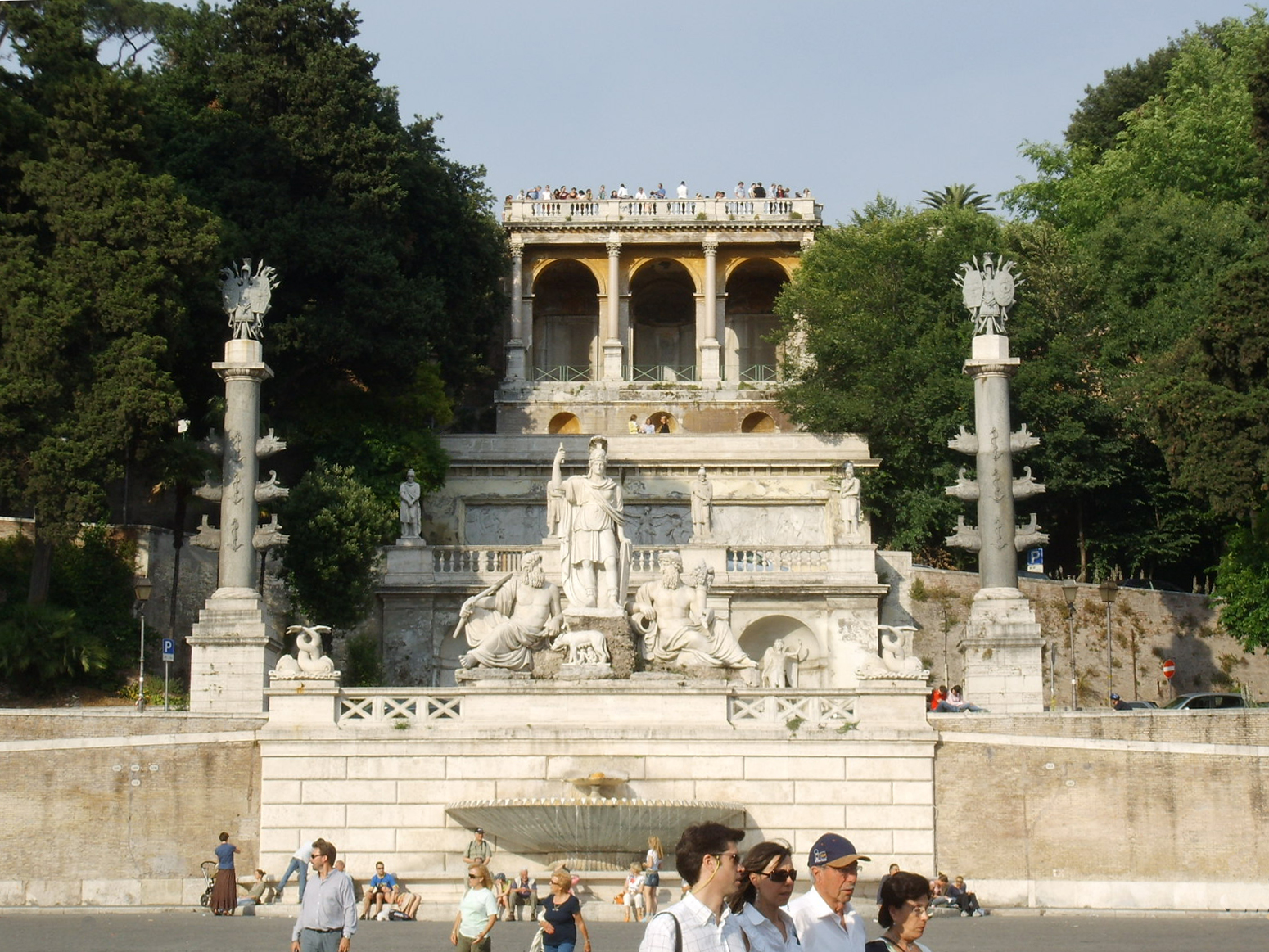
Escaliers du Pincio, vue d'ensemble.
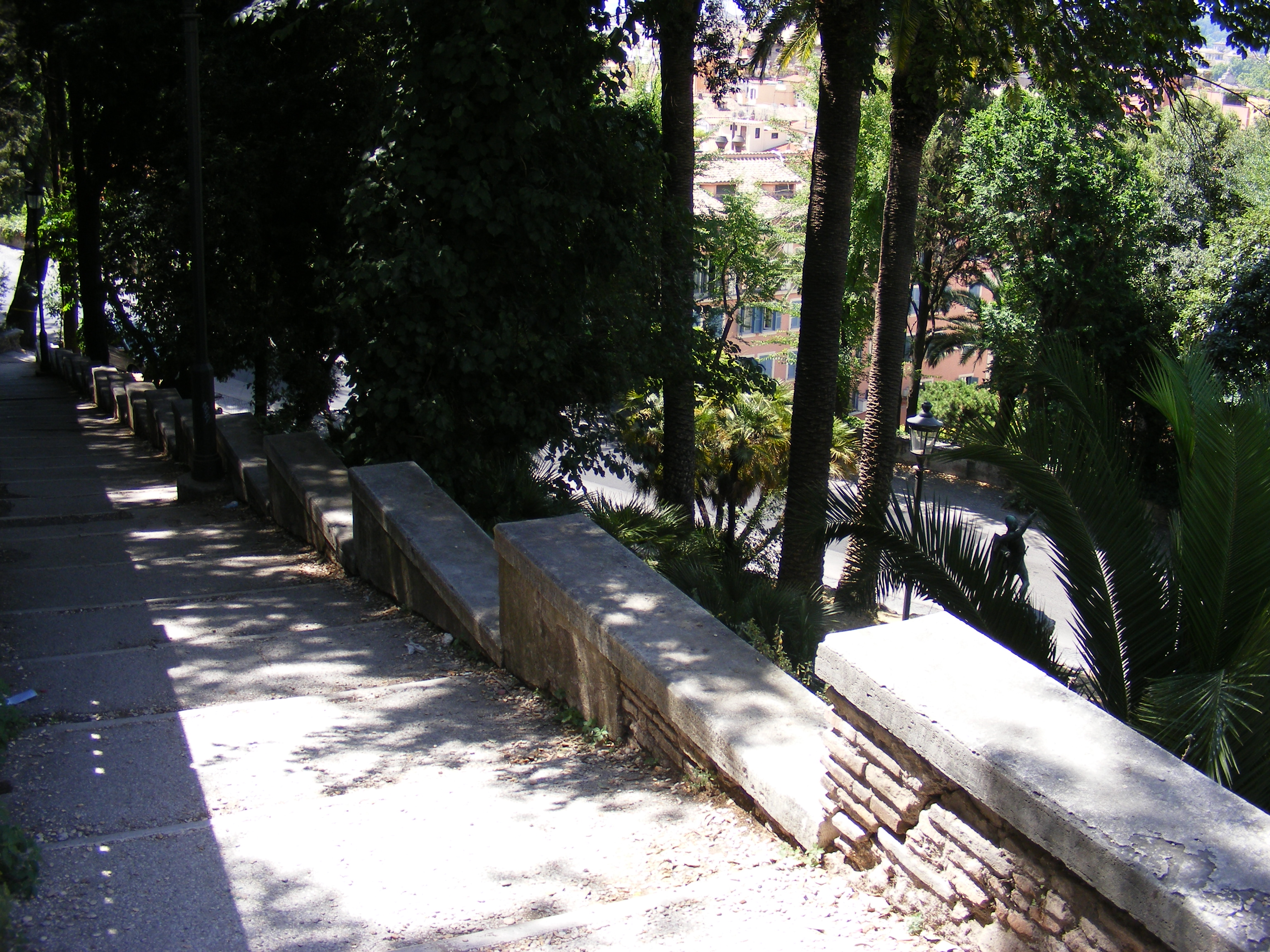
Montée du Pincio.
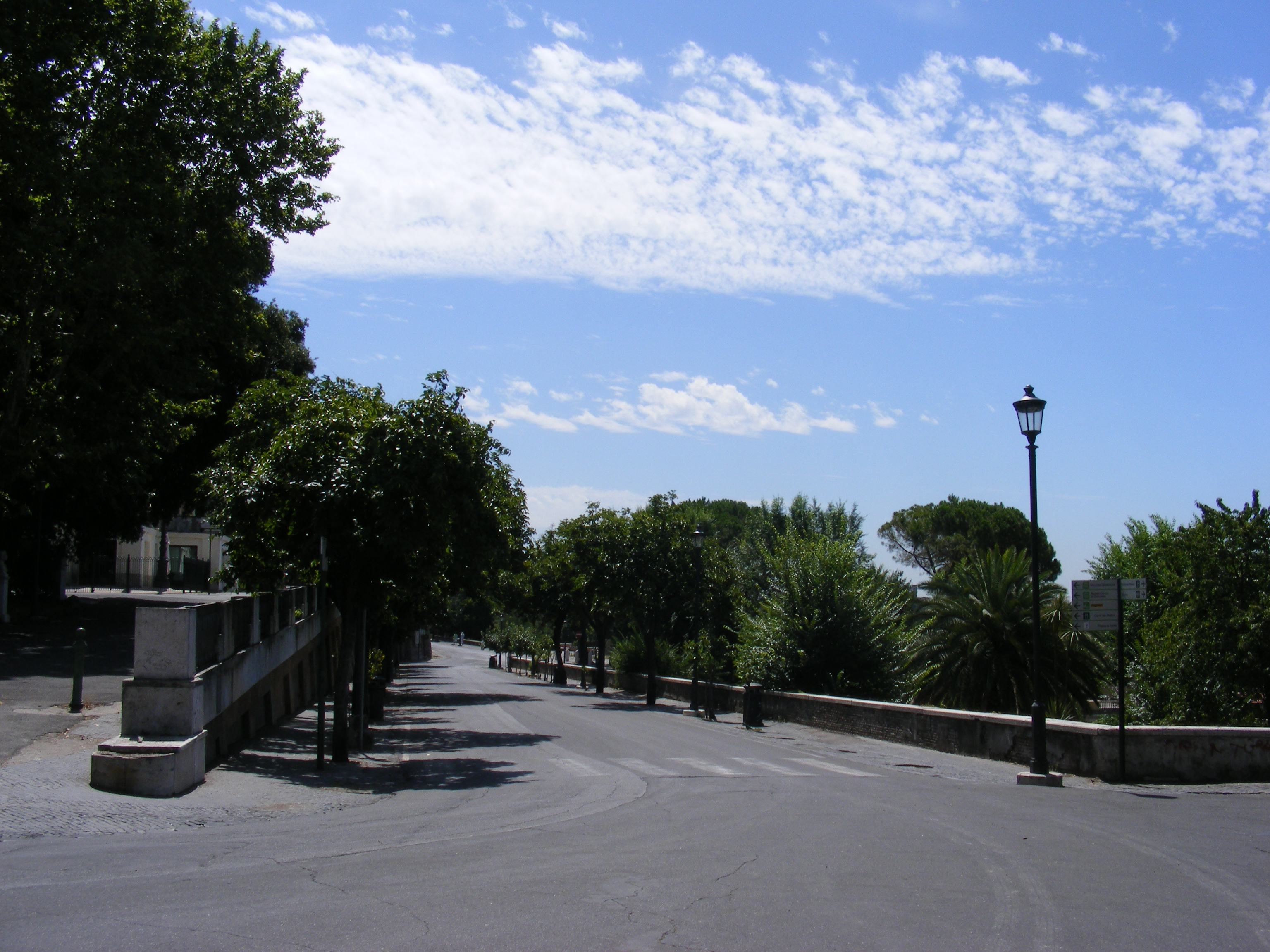
Montée du Pincio par la route, depuis l'église de la Trinité-des-Monts et la Villa Médicis. L'arrivée au sommet.
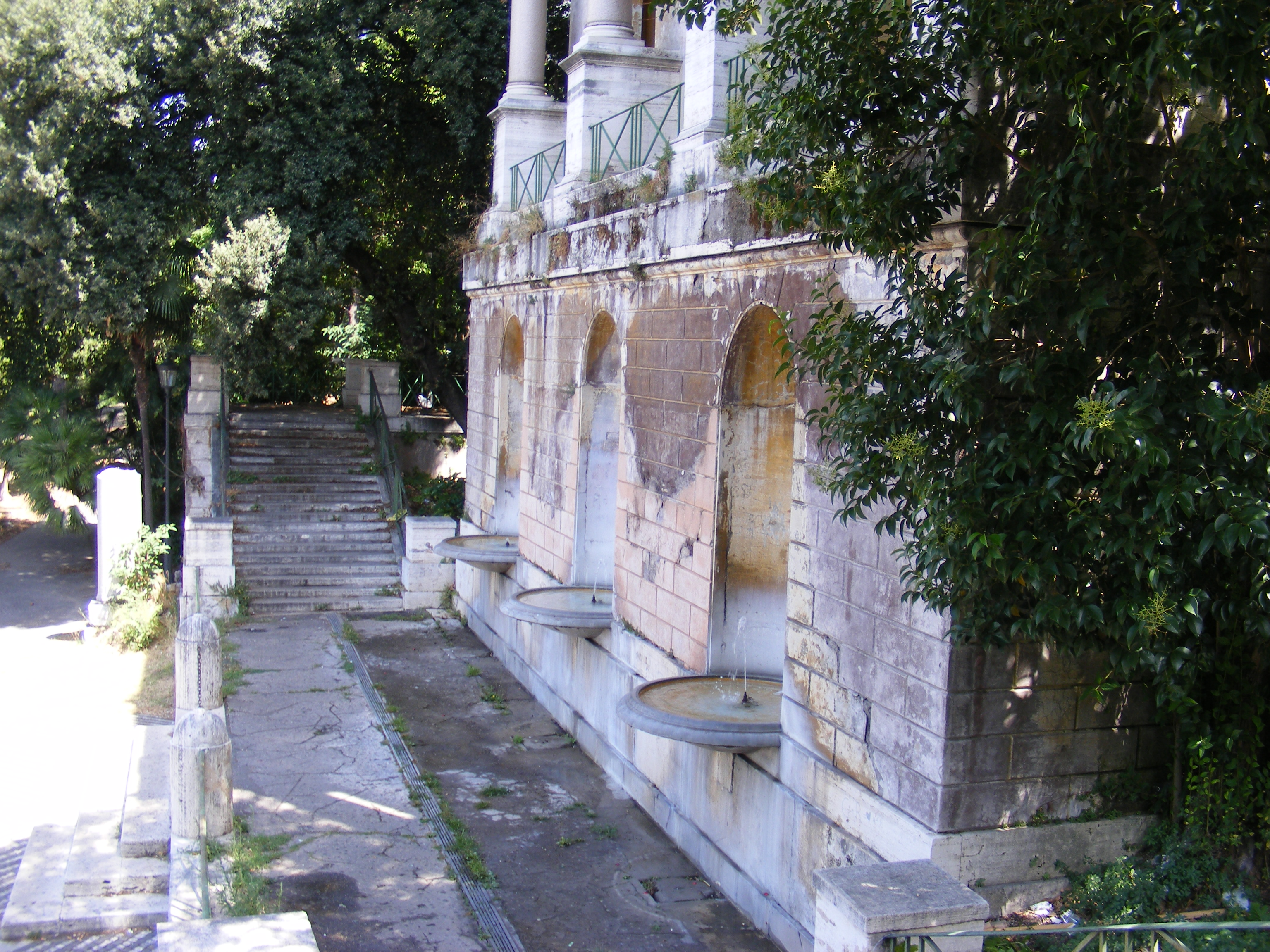
Les trois fontaines sur la montée du Pincio.
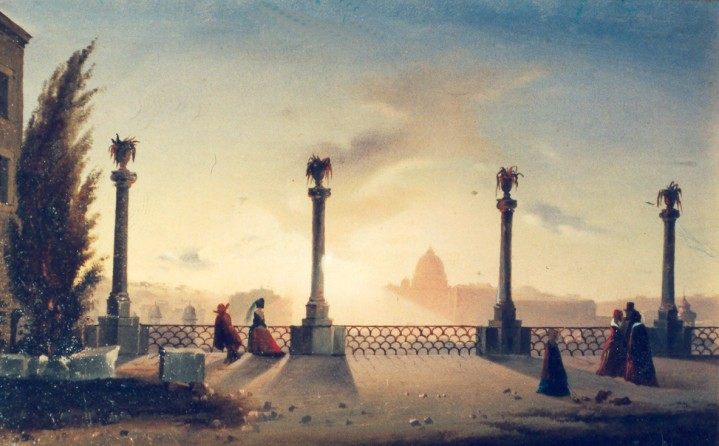
Gheorghe Tattarescu (1818-1894) : Terrasse belvédère du Monte Pincio (vers 1850-1851), Musée Municipal de Bucarest, Roumanie.
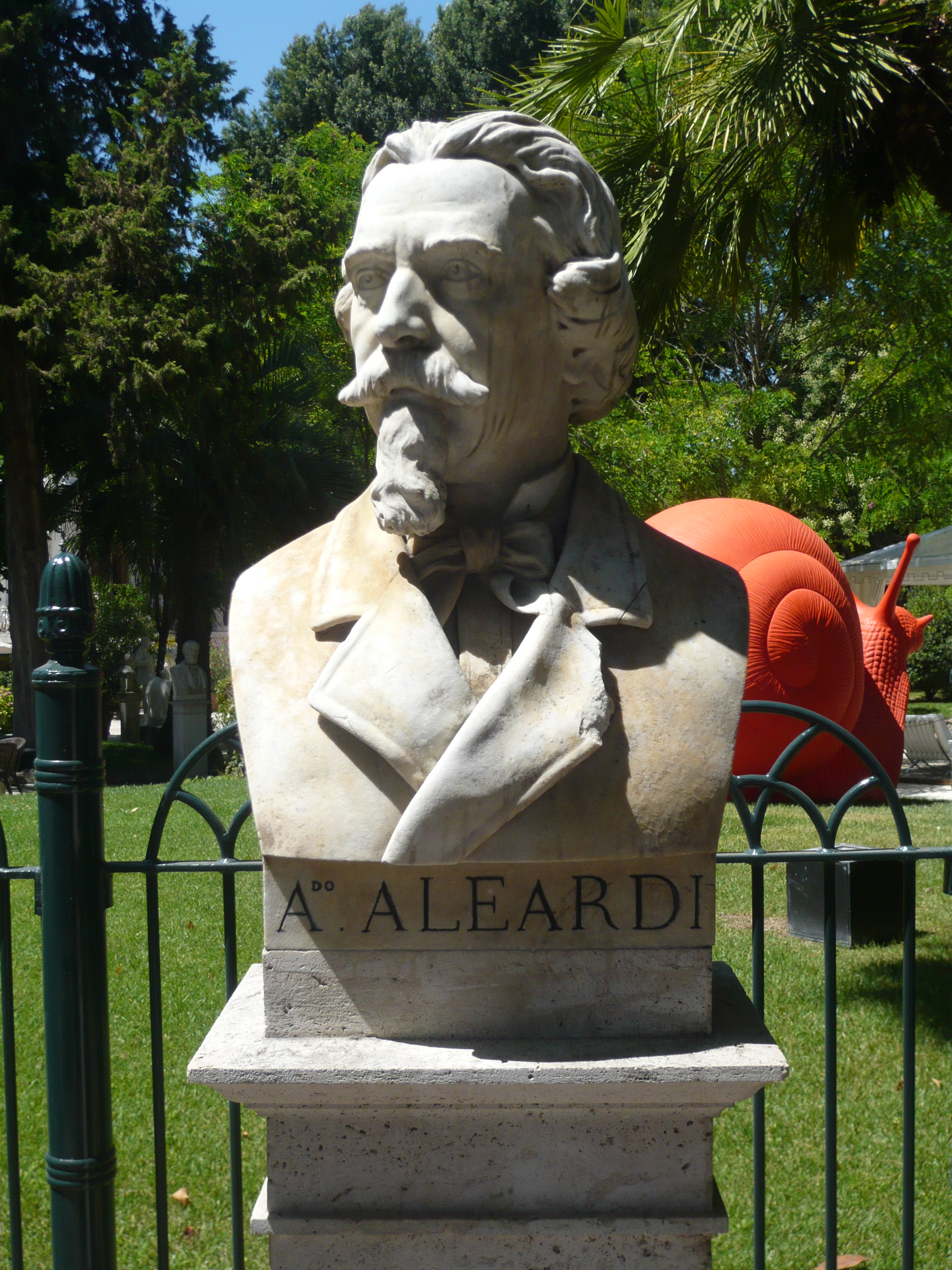
Buste d'Aleardo Aleardi.
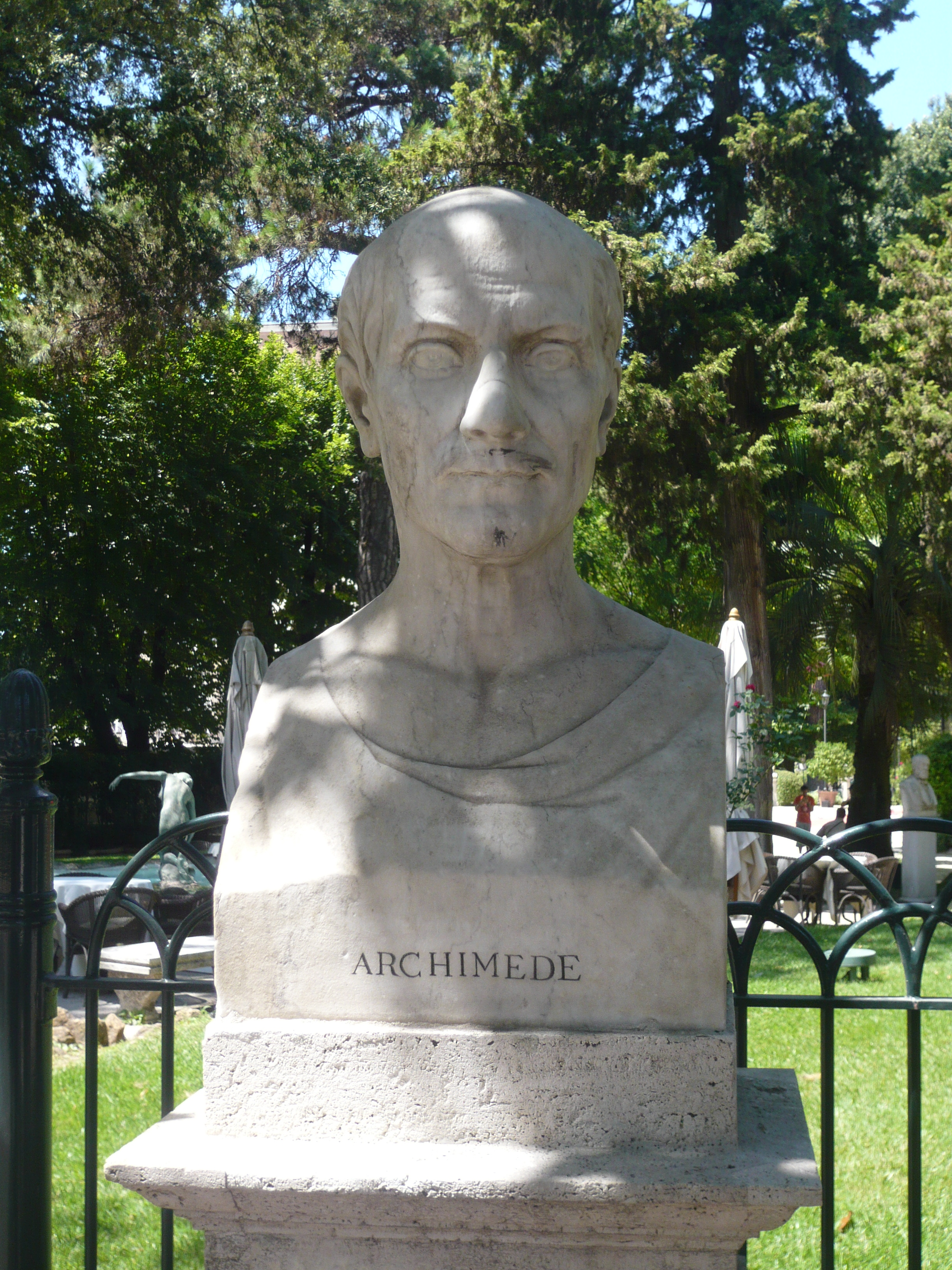
Buste d'Archimède.
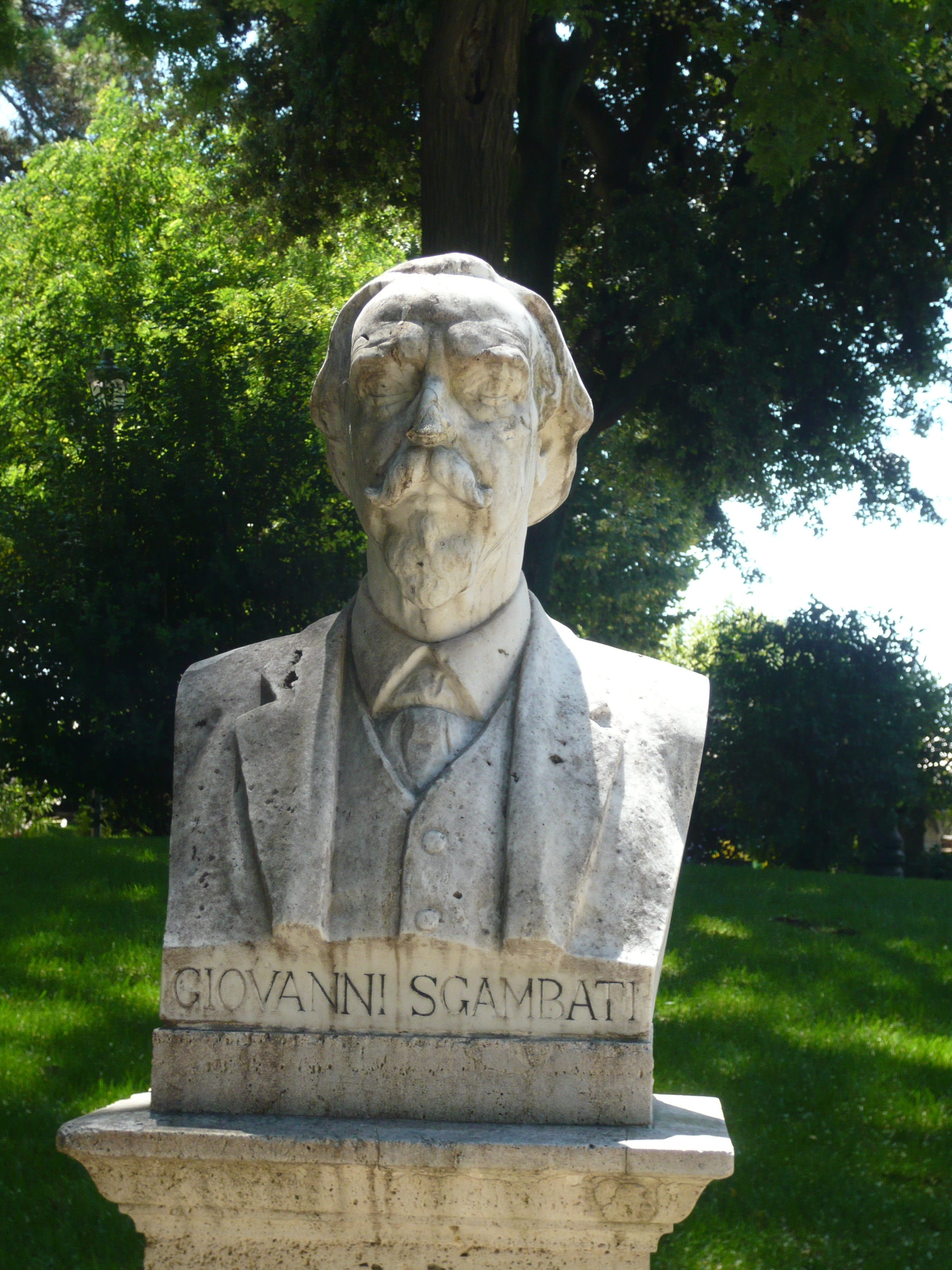
Buste de Giovanni Sgambati.
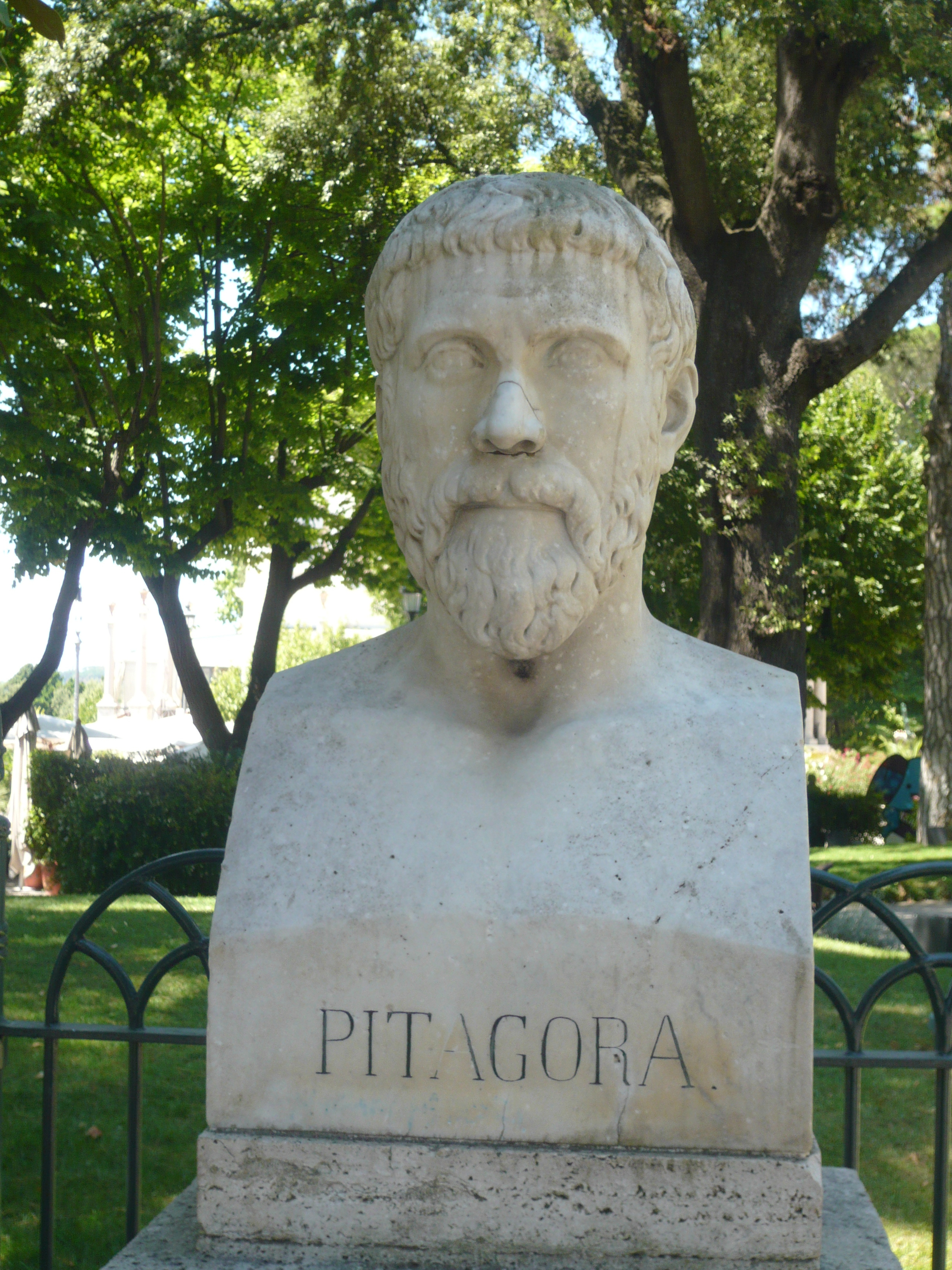
Buste de Pythagore.
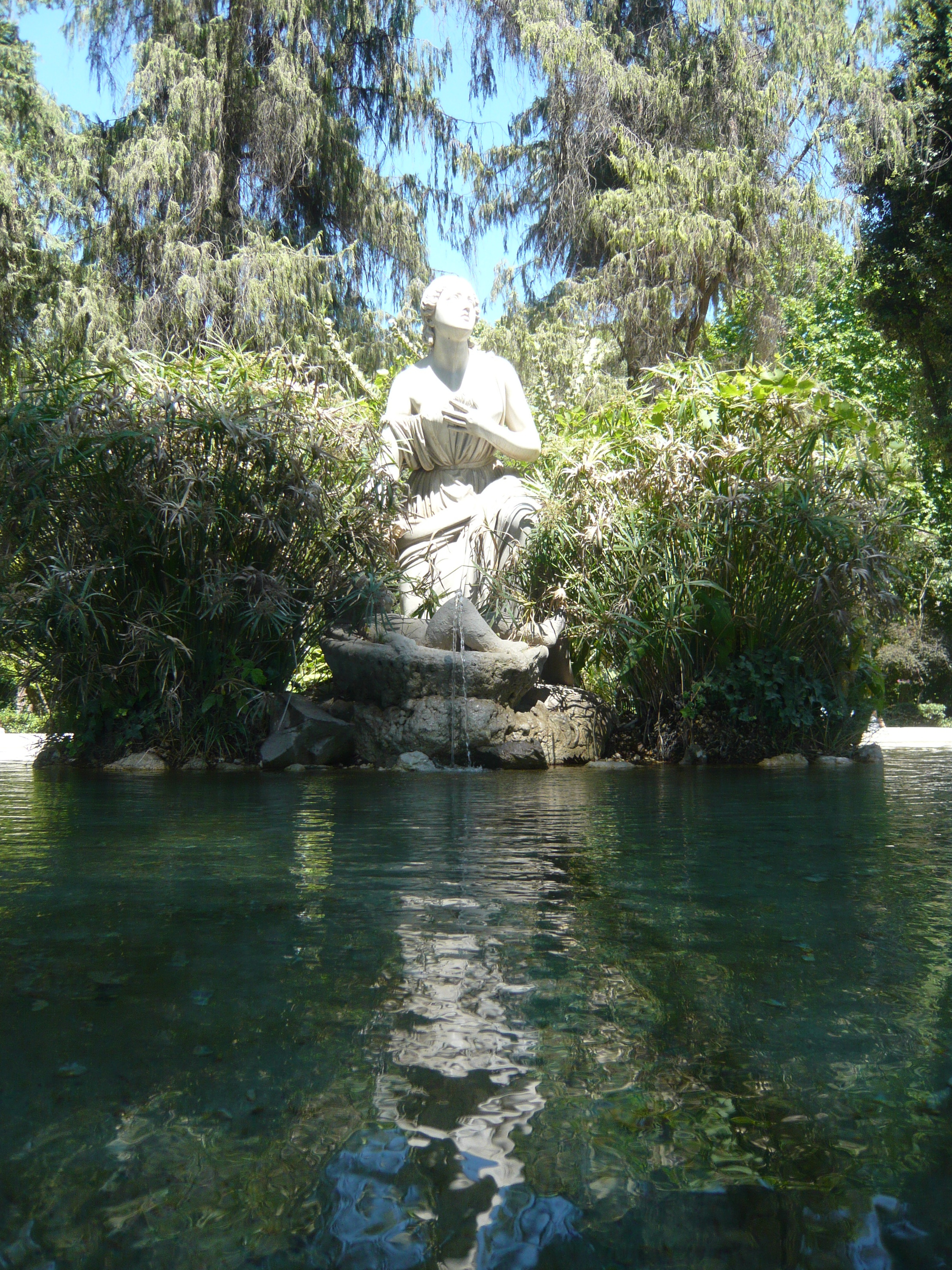
Fontaine.
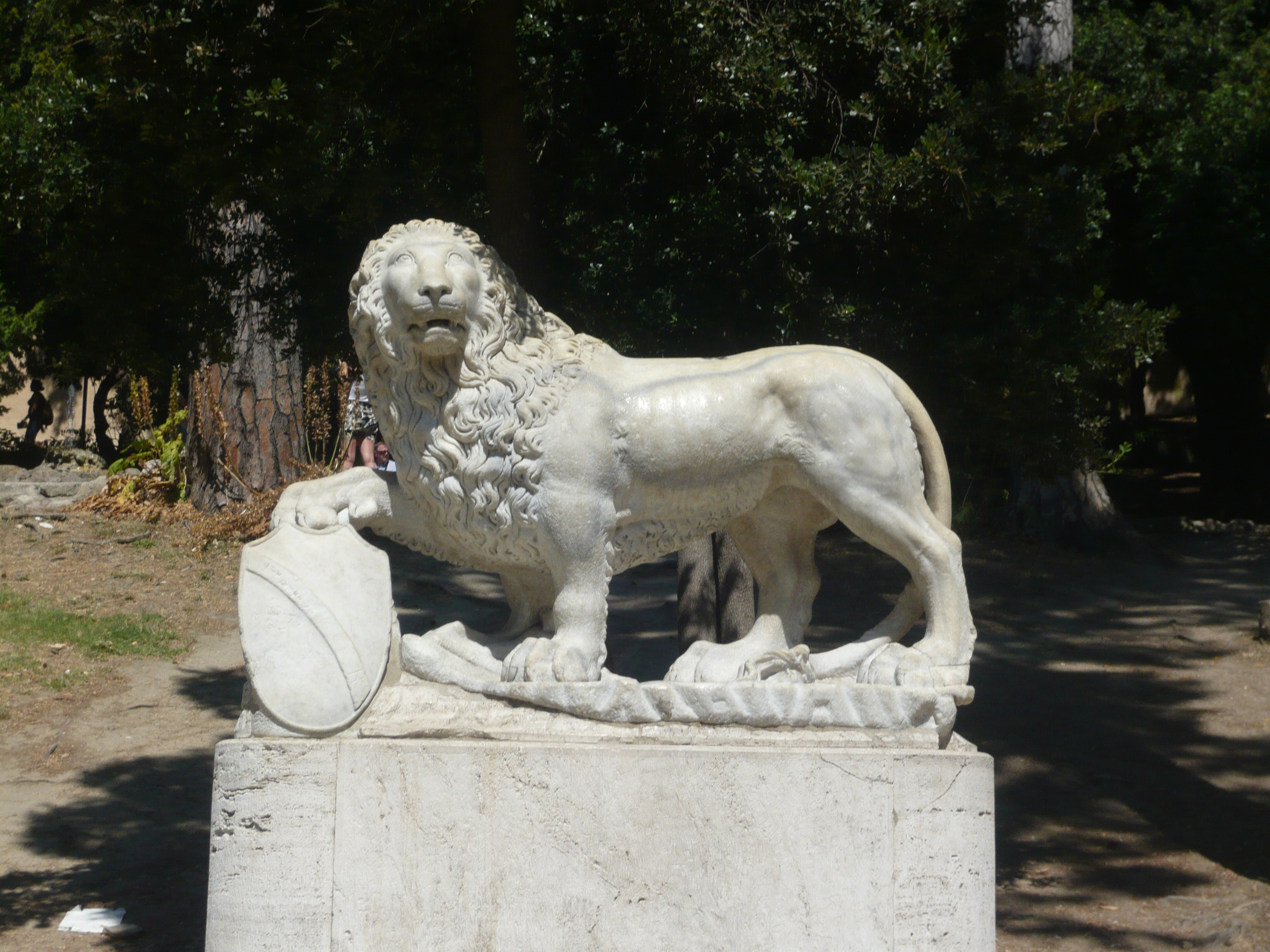
Statue de lion.